# Varna (Russia)
Varna (in russo Варна?) è un villaggio della Russia che appartiene all'oblast' di Čeljabinsk; è il centro amministrativo del rajon Varnenskij.
Si trova nel sud della regione, sul fiume Toguzak, 217 km a sud di Čeljabinsk. 